# Ядерна енергетика Малайзії
Малайзійське ядерне агентство ніколи не розглядало ядерну енергетику як варіант для задоволення зростаючих потреб в енергії в Малайзії. Існує потреба в будівництві атомної електростанції, плани ще на стадії техніко-економічного обґрунтування.

## Статус
Однак через попереднє занепокоєння ядерною катастрофою на АЕС «Фукусіма-Даїчі» в 2011 році плани щодо будівництва ядерного реактора відклали. Сусідній В'єтнам також зробив заяву про відмову від своїх майбутніх планів ядерної енергетики. У 2016 році міністр прем'єр-міністра Ненсі Шукрі заявила, що Малайзія побудує станцію лише після 2022 року, хоча країна виконала вимоги, засновані на спостереженнях Міжнародного агентства з атомної енергії (МАГАТЕ). Після зміни уряду в адміністрації Малайзії новий уряд вирішив скасувати план будівництва атомних електростанцій для виробництва електроенергії, оскільки «сама наука все ще не в змозі знайти правильні способи утилізації ядерних відходів».